# Omari Forson
Omari Nathan Forson, född 20 juli 2004 i Hammersmith, är en engelsk fotbollsspelare med ghananska rötter som spelar för Manchester United i Premier League.

## Klubbkarriär
I augusti 2021 skrev Forson på sitt första professionella kontrakt med Manchester United.
Forson debuterade i Premier League den 1 februari 2024 i en 4–3-vinst över Wolverhampton Wanderers, där han blev inbytt i den 86:e minuten mot Rasmus Højlund.